# Lubo Kristek
Lubo Kristek (né le 8 mai 1943) est un sculpteur, peintre et performer d’origine tchèque, qui a vécu dans l’Allemagne de l’Ouest à partir de 1968 jusqu’aux années 1990, une époque cruciale dans son évolution artistique.

## La vie et l'œuvre
Dans les années 1960, Kristek vivait dans une maison délabrée, une ancienne usine de savon, à  Hustopeče près de  Brno, où il organisait des évènements qui touchaient à la musique, aux arts visuels, à la poésie, au théâtre et à l’improvisation. Explorer les frontières, procéder à des expérimentations et transgresser le cadre conventionnel ont toujours été des concepts chers à l’artiste.
À cette époque, il utilisait aussi le feu comme moyen d’expression. Il s’agissait de son dialogue avec l’imprévisibilité. Il lui arrivait d’effacer de renoncer à son écriture artistique pour laisser la matière parler d’elle-même.
L’aspect cosmopolite du travail de Kristek ainsi que sa capacité de s’inscrire dans des expériences transculturelles découlent de son émigration en Allemagne de l’Ouest en 1968. Il s’est installé à Landsberg am Lech, où il a vécu et créé pendant près de trois décennies. C’est également là-bas qu’il a commencé ses « Vernissages nocturnes », à partir desquelles ses happenings se sont développés. Le vernissage (et l’exposition) ne durait qu’une nuit. Le studio de Kristek à Landsberg est ainsi devenu un melting pot artistique.

« Sur un fond fantaisiste et rêveur, Kristek assemble l’aspect créatif de l’inconscient freudien et de l’irrationalité concrète sous forme d’opposition directe avec le monde unilatéral, rationnel, traditionnel et conventionnel. Kristek joue également avec le principe de base du surréalisme – le principe de la création spontanée d’une forme issue du chaos, à travers lequel il reste à l’écoute des stimuli liant l’homme et la nature. Dans son travail artistique, on observe une certaine imprévisibilité et une activité sismique, ce qui lui permet de s’échapper de l’espace contrôlé. Il s’attèle à une œuvre d’art totale, appelée Gesamtkunstwerk. »

— Barbora Půtová
Après Landsberg, Kristek a parcouru l’Europe. Il allait à la découverte de plusieurs pays et il aimait découvrir les paysages et échanger avec les habitants. Ces voyages et explorations avaient une signification particulière pour lui et ont grandement contribué au développement de son univers créatif.
Dans le cadre de son Cycle américain 77, Kristek a parcouru la côte Ouest des États-Unis et le Canada en 1977.

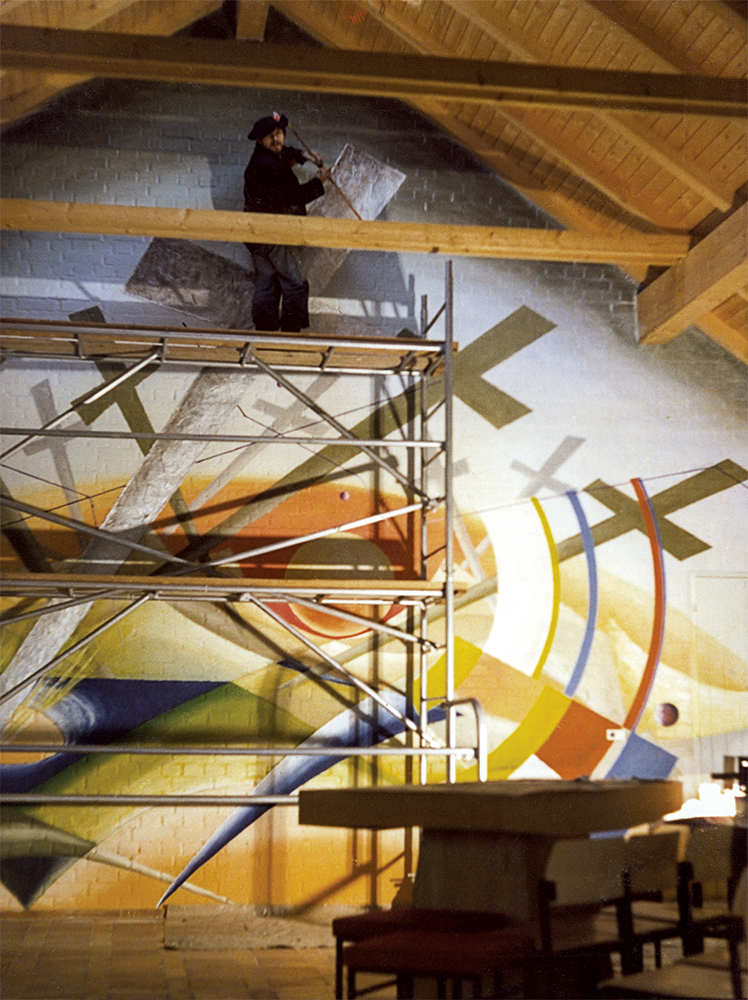
Lubo Kristek et Composition transcendantale entre la souffrance et l’espoir, autel dans la chapelle de Penzing, Allemagne.

Le travail de Kristek ne passait pas inaperçu. En 1982, le magazine Applaus de Munich a mentionné quelques-uns de ses faits les plus marquants :

« A Greifenberg, il a créé une fontaine, à Penzing, il a peint la fresque de la Croix dans la chapelle du cimetière, et sur les escaliers du lycée Ignaz Kögler à Landsberg l’imposante sculpture de L’Arbre de la connaissance s’élance vers les lucarnes. En outre, ses sculptures se trouvent dans des parcs et des jardins, des reliefs et des décorations artistiques dans de nombreux domiciles privés. »

Après la révolution de Velours en 1989, Kristek a entamé le retour à son pays natal (il est passé par l’Allemagne, la République tchèque et d’autres pays pendant quelque temps, mais a toujours gardé un lien avec l’Allemagne). Il s’est installé à Podhradí nad Dyjí ; sur le toit de son studio, il a placé la sculpture d’un piano en équilibre sur un pied. Cette sculpture fut inaugurée en 1994 par l’écrivain tchèque Jaromír Tomeček, et, en référence à son titre, celui-ci a nommé toute la zone environnante du Thaya comme étant La Vallée Kristek dela Tonalité éphémère divine.
À cet égard, le ministre tchèque de la Culture a déclaré :

« Dans ses manifestations, Kristek s’exprime via un nœud fragile qui comprend des styles et des moyens d’expressions variés. Cela est à l’image de l’un de ses symboles – un piano en équilibre sur un pied et placé sur le toit de son studio en République tchèque. »

— Václav Jehlička (introduction du catalogue)
Kristek a poursuivi ses activités artistiques en organisant des happenings en Allemagne, aux États-Unis, au Canada, en Italie, en Espagne, en République tchèque, en Autriche, en Turquie, en Belgique, en Pologne et en Slovaquie.
En 2005-2006, il a créé la Glyptothèque Thaya de Kristek, un parcours de lieux de pèlerinage parsemé de sculptures le long de la rivière Thaya.

### Sculptures, assemblages et objets

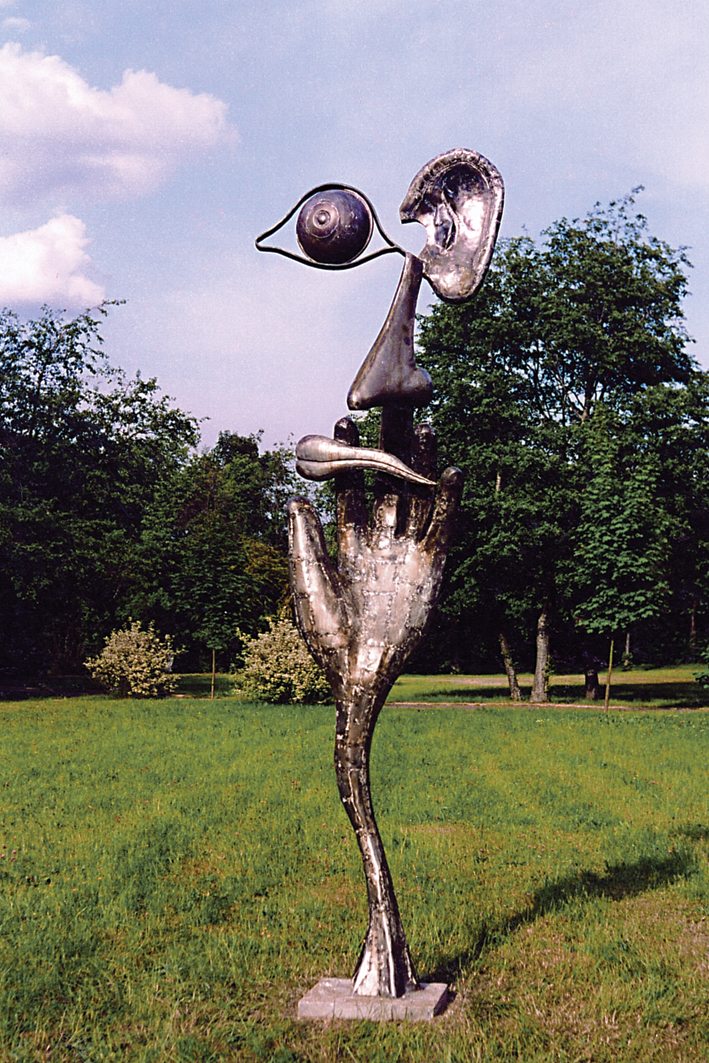
Monument des cinq sens (1991), Neues Stadtmuseum, Landsberg am Lech.

L’une des premières créations de Kristek, intitulée Vision-Combustion du Christ (1964), a été faite dans sa maison à Hustopeče ; elle représente l’exploration des matériaux et des valeurs par l’artiste. Tout d’abord, il a créé une sculpture réaliste du Christ à partir de fonte, puis il l’a placée sur une croix en bois en continuant à la modeler à l’aide d’une flamme. La matière en fusion symbolisait la relativité de la forme et la perte de foi dans le pays natal de Kristek dans les années 1960.
La sculpture L´âme (1977) fait aussi partie des œuvres de Kristek modelées à l’aide du feu. La sphère située au sommet symbolise l’héritage artistique que Kristek a reçu de son professeur et également son âme-sœur Arno Lehmann (un artiste allemand qui vivait à Salzbourg, où Kristek allait lui rendre visite).
La grande sculpture de L’Arbre de la connaissance, dnt il est question ci-dessus, s’élève à plus de trois étages du bâtiment et elle incarne l’harmonisation d’une sculpture avec ce qui l’entoure, une notion que Kristek a d’ailleurs appliquée par la suite dans ses travaux paysagers. L’œuvre L’Arbre de la connaissance bénéficie d’une grande reconnaissance. À ce propos, le magazine munichois Steinmetz + Bildhauer écrivait :

« Kristek a recouvert le noyau en bois de pièces de métal noble. Le fruit et les branches de l’arbre sont aussi en métal. On peut difficilement imaginer une union aussi juste et féconde de l’art et de l’architecture. Au cours des vingt dernières années, où en Rhénanie aurions-nous pu trouver un exemple comparable dans le domaine des arts et de l’architecture ? »

Kristek a marqué de son empreinte le paysage de la côte espagnole de Cantabrie. L’assemblage Le Barbelé du Christ (1983) est une relique pathétique du monde actuel mécanisé, déshumanisé et rationalisé.
En 1986, il a créé l’assemblage Cheval de mer avec des matériaux rejetés par la mer, sur la côte italienne. Le cheval est figé dans le temps sa tête est représentée par un crâne, mais il symbolise aussi le mouvement éternel de la vie, représentant les vagues galopantes de l’existence.
Kristek transforme ses assemblages en des versions modernes d’autels et de tabernacles. On peut citer en exemple son assemblage La Porteuse (1969), qui est le fruit de longs débats qu’il a eus avec son ami Eberhard Trumler (qui fut un étudiant et collègue du fondateur de l’éthologie, Konrad Lorenz) sur le mécanisme de survie des espèces.
Ses travaux ont l’habitude de transcender le cadre typique. Pour lui, l’assemblage est une plateforme pour s’échapper ou élargir les limites d’une zone ou d’un sens définis. On peut le voir dans ses assemblages La famille avec l’homme invisible (1994), Harlequina et tentation (1994) et Sur la décharge des âges (1994). Dans ce dernier et dans la Métastation des tons abandonnées (1975-76), Kristek a inclus des fils, parties d’instruments de musique et cordes. Ces « toiles » apportent plusieurs niveaux d’interprétation. Ces deux œuvres résonnent thématiquement avec l’évolution de la société (la première) et avec la vie personnelle de Kristek (la deuxième), qui font office de miroirs singuliers.
La sculpture Monument des cinq sens (1991) est devenue un des monuments de Landsberg. En 2008, le ministre de la Science, de la Recherche et des Arts de la Bavière a écrit :

« … le Monument des cinq sens, installé devant le Neues Stadtmuseum en 1992 – une main de trois mètres de haut avec un nez, un œil, une oreille et une bouche – mérite une attention particulière. Ainsi, l’artiste nous rappelle, à chaque visite de ce musée, que l’art s’intéresse aux cinq sens et qu’il doit également être apprécié par tous les sens. »

— Thomas Goppel (introduction du catalogue)
La technique de Kristek est essentiellement concentrée sur les sculptures en métal, à travers lesquelles il exprime une parfaite maîtrise de son art.

« A la manière d’un artiste médiéval, Kristek soude, ponce et taille lui-même ses statues. A bien des aspects, celles-ci représentent un parallèle surréel avec les photos du peintre tchèque Mikuláš Medek (1926-1974), le peintre allemand Max Ernst (1891-1967) et le peintre espagnol Salvador Dalí. Cela se remarque en particulier dans la sculpture en métal Monument des cinq sens (1991) et L´Arbre de la harpe éolienne (1992). »

— Barbora Půtová
En 2002, l’artiste a suivi avec attention la montée et la chute de plusieurs confessions. Il a retracé la limite où la foi devient démagogie et celle où se situe son point de rupture, tout particulièrement dans l’assemblage Orgasmes de diverses démagogies. L’assemblage de Kristek intitulé Dans l’âge prématuré d’une planète (2003) offre une réinterprétation artistique de la situation de l’homme post-moderne, à l’âge « fluide » de la globalisation. Cette œuvre est devenue un point de départ pour el happening Visio sequentes ou Concernant l’âge clone prématuré d’une planète (2003), dans lequel il développe son concept sous une forme plus dynamique et multidimensionnelle.
En 2007, Kristek a présenté la forme d’assemblage interactif quand il a créé Requiem pour le téléphone portable, avec des téléphones portables jetés. Puis il a développé cette idée en un projet qui consistait à lutter contre l’addiction à des pièges dissimulés dans la société moderne (Kristek avait déjà abordé la thématique des pièges en 1976 dans son assemblage Esthétique insonorisée de la luxueusité). Il voyageait de pays en pays et ainsi l’assemblage changeait d’apparence grâce aux spectateurs et leurs téléphones usagés.
En 2015-2017, Kristek a transformé sa maison à Brno en un monumental assemblage La Maison Kristek thématiquement dédié au mythe de Sisyphe.

### La Glyptothèque Thaya de Kristek
Les premiers assemblages et sculptures paysagers dans les années 1970 ont été les précurseurs d’un des chefs-d’œuvre de Kristek, la Glyptothèque Thaya, qu’il a créée en 2005-2006. Cet ensemble de lieux de pèlerinage est situé tout au long de la rivière Thaya, en République tchèque, en Autriche et en Slovaquie. L’artiste a relié les statues – à travers lesquelles il a d’ailleurs démontré avec brio ses compétences artisanales et sa portée spirituelle – dans un pèlerinage dédié à la rivière Thaya. Le circuit compte onze lieux symboliques et est devenu la galerie naturelle de Kristek. Il invite tous ceux qui veulent découvrir ses statues à visiter ce parcours. Ce pèlerinage permet d’avoir une compréhension de son moi profond et donne une nouvelle dimension au contraste avec le mode de vie prédominant de consommation au début du troisième millénaire.

### Peintures

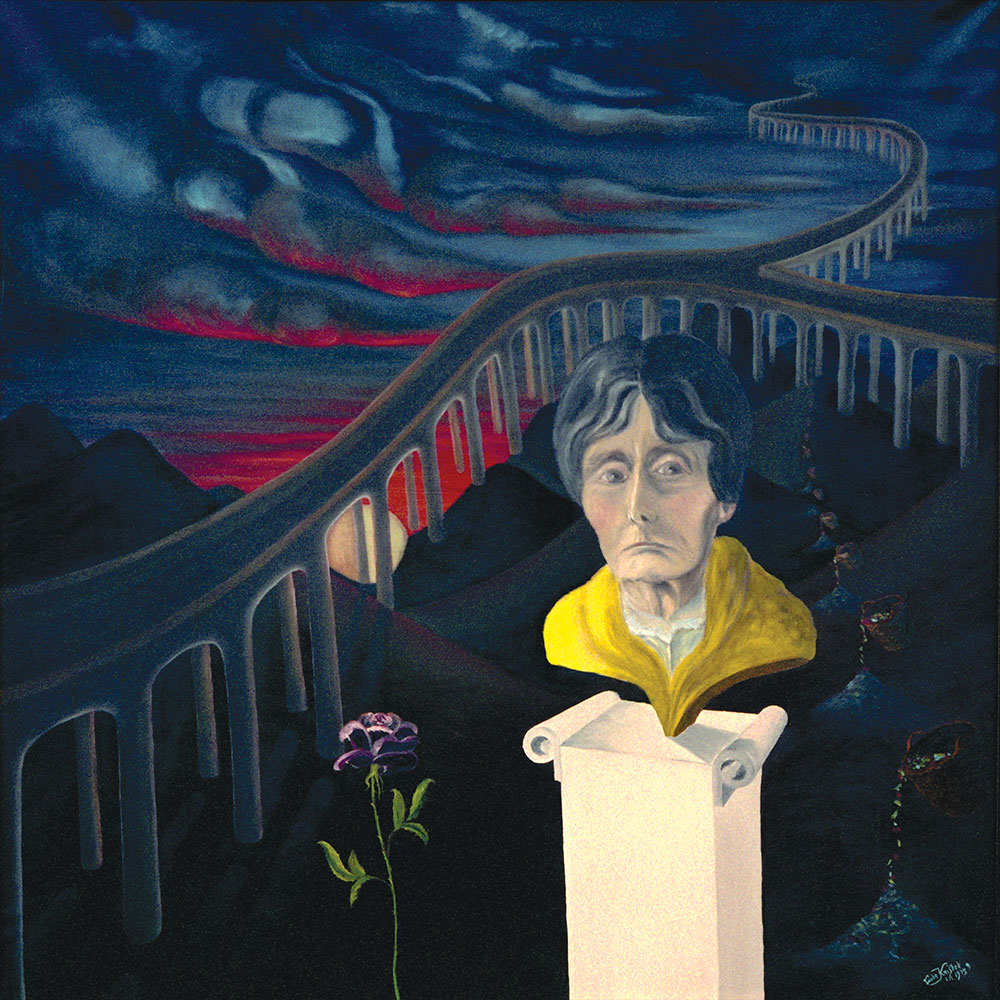
La Route céleste de la tante Fränzi (1974), Neues Stadtmuseum, Landsberg am Lech.

Kristek a créé son propre vocabulaire relatif aux peintures. Il est possible d’attribuer divers sens à ses symboles. L’observation de leur évolution apporte une compréhension plus approfondie de son art, avec la symbologie qui s’imprègne de ses travaux via plusieurs médias.
Déjà dans les années 1970, les thèmes du pont et de la route étaient fréquents dans ses peintures. L’artiste appelle cette route, qui est essentiellement entourée de ponts, s’élevant et disparaissant dans l’inconnu, « la route céleste ». Elle reflète le désir d’effectuer un pèlerinage spirituel, de se connecter avec des choses qui nous transcendent. Plus proche nous sommes du savoir, plus facilement nous pouvons nous élever au-dessus du monde matériel. La peinture à l’huile La Route céleste de la tante Fränzi (1974), qui fait aujourd’hui partie de la collection du Neues Stadtmuseum, est un exemple de la période où ce symbole est né dans l’esprit de Kristek.
Dans son travail, Kristek prête l’attention à la communication (ou la communication rompue) dans l’époque moderne et post-moderne. Le téléphone mourant dans la peinture L’Appel téléphonique couvert de mousse (1978-82) symbolise le déclin de la communication. Sur un des poteaux électriques, sur le Golgotha fait à partir d’ordures, se tient le Crucifié.
La ballerine ou la danseuse est le thème principal de l’œuvre de Kristek. Celle-ci constitue l’aspect dynamique et le porteur du changement. Elle représente la même forme de dynamisme dans ses œuvres. La ballerine de Kristek évolue dans le temps. Dans la peinture Billard pour la vie et la ballerine, réalisée en 1987, elle personnifie la vitalité du monde en constante mutation. Toutefois, en ces années 2010, le sens du symbole change et la ballerine est souvent le dernier témoin de la destruction. Dans l’œuvre Le Chemin de la croix (2014), la ballerine trinitaire, sous la forme de flammes, consume tout ce qu’il reste de l’apocalypse (la scène est suivie par un autre thème cher à Kristek, la renaissance). Dans la peinture L’Etrange saut à la perche (2016), la ballerine incarne la mort. Elle purifie le monde de la société du gâchis.
Un autre symbole récurrent dans l’œuvre de Lubo Kristek est l’arbre aux deux pommes. L’arbre est nu, à l’image de l’espoir qui découle des cendres des efforts vains de la société. Il peut être retrouvé, par exemple, dans l’œuvre L’Impression forestière (1995), où il pousse dans une vieille charrette. Ceci nous conduit à un autre thème de Kristek : l’intercroissance ou la pénétration des formes, comme dans l’œuvre Suite pour piano biophilique attaqué par un tuba masochiste (1995).

« Dans plusieurs peintures de Kristek, une forme élaborée de symbolisme a évolué et l’accent est mis sur chaque élément de la composition. Rien n’est utilisé au hasard, et tout peut cacher un sens secret. L’œuvre exprime un état psychologique dont l’expression est intensifiée par une utilisation exagérée de couleur, de forme ou déformation. »

### Happenings
C’est en 1971 que les Vernissages nocturnes de Kristek et d’autres happenings ont vu le jour. Ce fut lors de ces rencontres qu’il exprimait ses opinions artistiques. L’entrée était libre (et c’est toujours le cas pour tous les événements de l’artiste aujourd’hui) et il s’agissait d’un point de rencontre pour sculpteurs, peintres, musiciens, poètes, philosophes et visiteurs. Cet environment est devenu un point focal pour ses happenings.
En 1976, le Magazine Collage a décrit les premières années des Vernissages nocturnes de Kristek :

« Cela fait maintenant cinq ans que Lubo Kristek a organisé son tout premier vernissage nocturne sans aucun soutien financier. Et le quatrième se tiendra cette année. Plusieurs artistes issus d’Allemagne, du Canada, d’Angleterre et des Etats-Unis y prendront part, exposeront leurs œuvres, célébreront, discuteront et secoueront les idéologies des nains de jardins jusqu’à leurs fondations. »

Ces expérimentations étaient au carrefour entre le théâtre, la musique, l’improvisation et le rituel. Vivre pleinement le moment était crucial pour Kristek. Ces happenings sont progressivement devenus une partie indépendante de son œuvre. Les thèmes de la mort, de la société maladive et de l’apocalypse sont contrebalancés par ceux de la naissance ou renaissance, de la libération des chaînes et de l’intercroissance des formes.
Les rencontres de Kristek peuvent être qualifiées de happenings, de performances ou parfois même de spécifiques à un endroit, mais il utilise le terme original « happening », parce que la participation du public et l’authenticité de l’expérience sont deux aspects essentiels à ses yeux.
Parfois, l’artiste se débarrasse complètement de la barrière entre l’auditorium et la scène. À l’apogée du happening Visio sequentes ou Concernant l’âge clone prématuré d’une planète, il mélange artistes et handicapés mentaux avec les spectateurs, plutôt choqués, qui cherchaient alors, mal à l’aise, à savoir « qui était qui ? » ou « qui était le fou ? » Kristek a forcé le spectateur à se demander où se situe la limite et si elle existe véritablement. Plutôt que de la comprendre, il veut que le spectateur vive cette expérience. L’objectif de Kristek est de provoquer une situation limite. La liminalité ouvre la voie à la transformation. Le spectateur, sous le choc, est invité à se figurer au-delà de ses propres stéréotypes et à envisager ainsi la possibilité de réévaluer la situation avec plus de recul.
Medizin+Kunst analyse les travaux de Kristek lors de ses happenings :

« Dans son processus artistique, on peut voir le lien avec la psychanalyse freudienne. Ses happenings et performances s’inscrivent dans l’esprit de l’« activité paranoïaque critique » de Salvador Dalí et dans ceux-ci l’artiste a la possibilité de développer des capacités hors du commun et d’atteindre un état de transe – avec une fin totalement inattendue. (..) Toutefois, Lubo Kristek cherche simultanément à ouvrir de nouveaux espaces, il tente de faire vibrer des facettes inconnues de l’âme du spectateur. L’intention qui se cache derrière sa performance est la force créatrice et l’intuition artistique qui permettent de vaincre la mort mentalement. »

#### La perception holographique
Lubo Kristek veut non seulement créer une expérience authentique mais aussi partager un espace commun avec les spectateurs. Il va jusqu’à développer une forme spécifique de perception, qu’il appelle « la perception holographique ». Il n’organise pas de scènes de manière linéaire, de sorte que la succession des événements ne réponde pas à une continuité connectée. Au contraire, plusieurs actions se déroulent en même temps lors d’un événement de Kristek. Selon sa théorie, une image beaucoup plus plastique et holographique se forme dans l’esprit du spectateur. La superposition des scènes, de même que la superposition des interprétations, ne résultent pas en une perturbation de la perception mais plutôt en son perfectionnement et cible les émotions, la créativité et l’intuition des spectateurs.

### L’œuvre superposée par couches
Les travaux de Kristek, réunissant plusieurs techniques, ne sont pas isolés. Au contraire, ils sont interconnectés et forment parfois un ensemble. Lubo Kristek propose ainsi « une œuvre superposée par couches ». Son utilisation d’une technique est devenue un moyen d’expression pour une autre. Son œuvre complète évolue progressivement et consiste en un ensemble de plusieurs médias. Par exemple, sa sculpture Pyramidae - Klipteon est devenue le « support » de l’événement Pyramidae - Klipteon II (2002). Puis, l’artiste a utilisé la scène du happening comme une des interprétations de ses peintures Dans la captivité de la cathédrale mondaine (2002-2003) et Vol latent vers la septième dimension (2003). Il a aussi incorporé une scène de son happening Conception par le temps ou Sarcophage des rêves (2001) dans la seconde peinture.

« Il n’est pas exagéré d’affirmer que Lubo Kristek est un des rares artistes qui ont suivi leur instinct artistique tout au long de leur vie et créé des moments durables. »

— Hartfrid Neunzert (introduction du catalogue)

## Sélection d’œuvres notables

### Sculptures
- 1964 : Vision – Combustion du Christ
- 1968 : Thaya – Le destin d’un arbre, à la 5e station de la Glyptothèque Thaya de Kristek, Vranov nad Dyjí, Tchéquie[34]
- 1971-72 : La Vie, à la 5e station de la Glyptothèque Thaya de Kristek, Château de Drosendorf, Autriche[35]
- 1977 : L´âme[36]
- 1977 : Naissance de la forme absolue, Vancouver, États-Unis[37]
- 1978 : Délivrance de la souffrance, à la 7e station de la Glyptothèque Thaya de Kristek, Znojmo, près du monastère Louka, Tchéquie[38]
- 1978 : La Naissance et damnation simultanée de la sphère, à la 8e station de la Glyptothèque Thaya de Kristek, sculpture céramique dans une chapelle, Château de Jan, Tchéquie[39]
- 1981 : L’Arbre de la connaissance, Lycée Ignaz Kögler, Landsberg am Lech, Allemagne[40]
- 1988 : Buvant, Theresienbad, Greifenberg, Allemagne
- 1991 : Monument des cinq sens, Neues Stadtmuseum, Landsberg am Lech, Allemagne[41]
- 1992 : L´Arbre de la harpe éolienne, à la 9e station de la Glyptothèque Thaya de Kristek, Château de Pohansko près de Břeclav, Tchéquie[42]
- 1994 : La Tonalité éphémère divine, Podhradi na Dyji, Tchéquie
- 2005-6 : Naissance, à la 1re station de la Glyptothèque Thaya de Kristek, source de la Thaya morave, Panenská Rozsíčka, Tchéquie[43]
- 2006 : Les Chercheurs, le plâtre original exposée dans la Salle Kristek, Château Ruegers, Riegersburg, Autriche[44]
- 2006 : Les Pierres désireuses, à la 2e station de la Glyptothèque Thaya de Kristek, Staré Hobzí, Tchéquie[45]
- 2006 : La Potence para-pyramidale cosmiquement programmée, à la 4e station de la Glyptothèque Thaya de Kristek, devant le Château Lubo, Tchéquie[46]
- 2015 : Les Chercheurs – Les Chercheurs-Formes organiques, à la 10e station de la Glyptothèque Thaya de Kristek, rencontre des rivières Thaya et Morava, Sekule, Slovaquie

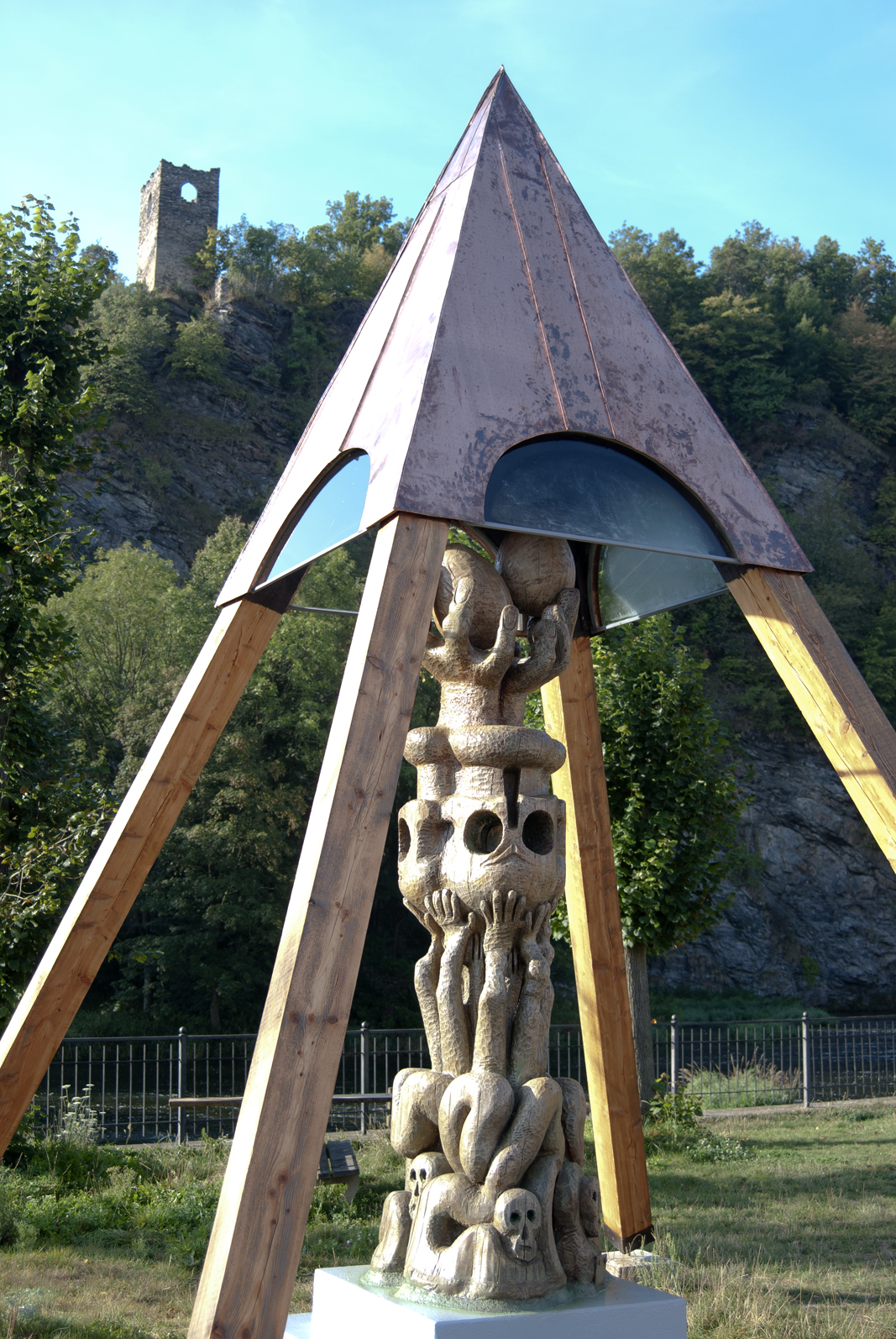
1968, Thaya – Le destin d’un arbre, bois, hauteur : 500 cm, Vranov nad Dyjí
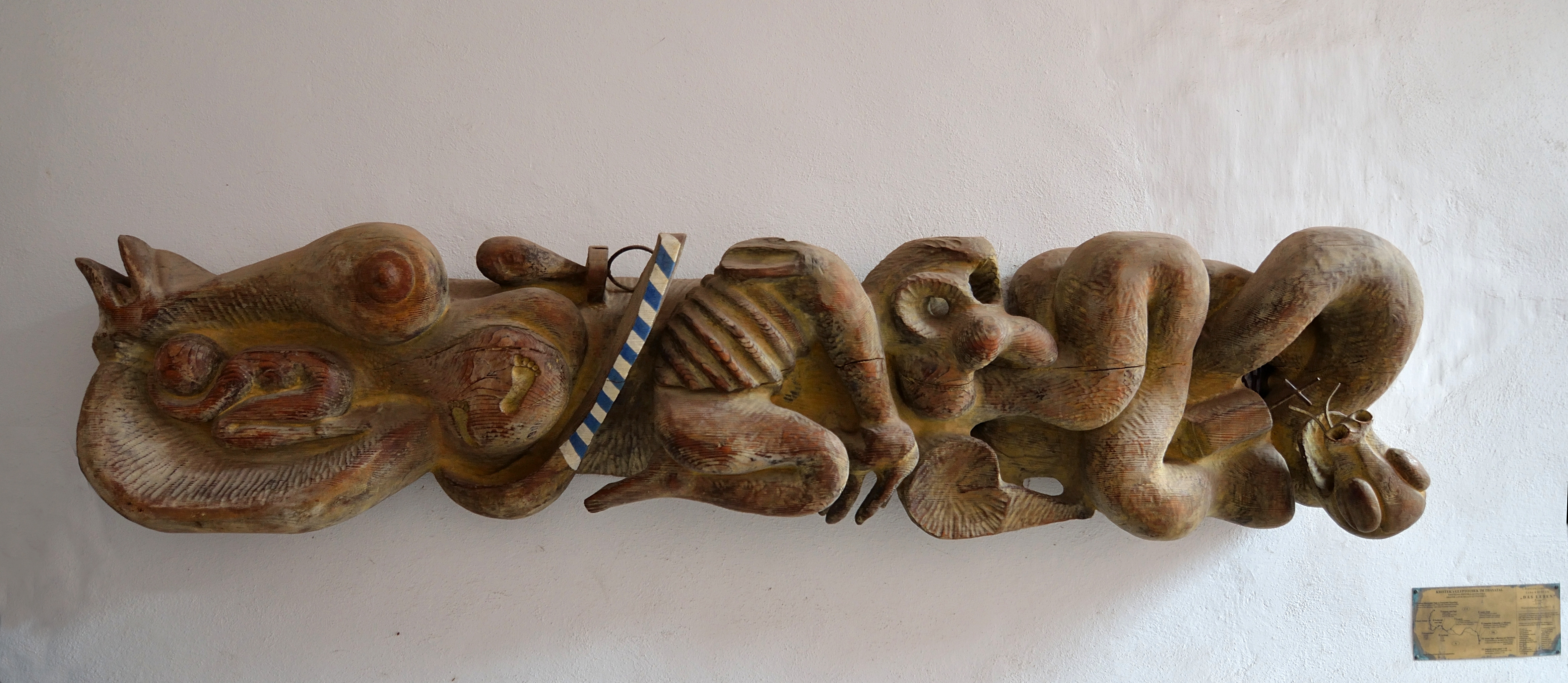
1971-72, La Vie, bois, Château de Drosendorf
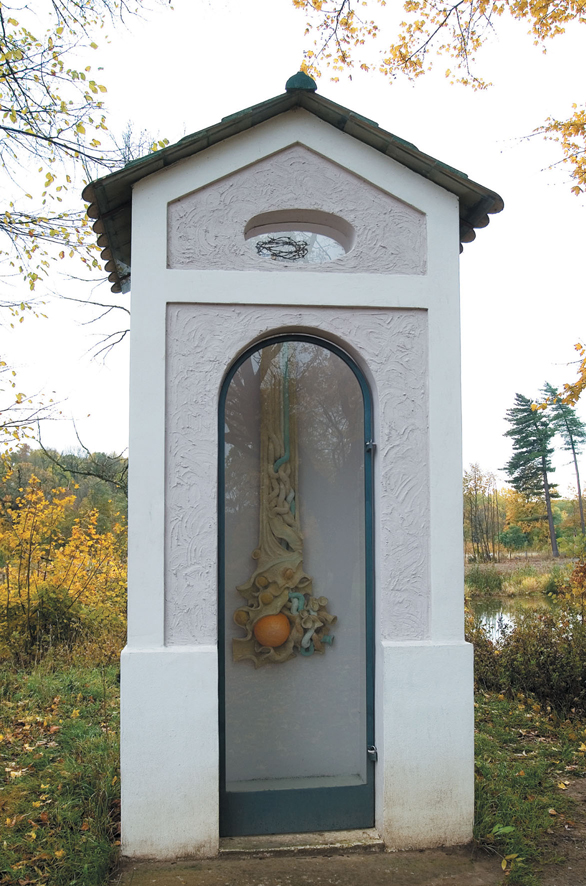
1978, La Naissance et damnation simultanée de la sphère, céramique
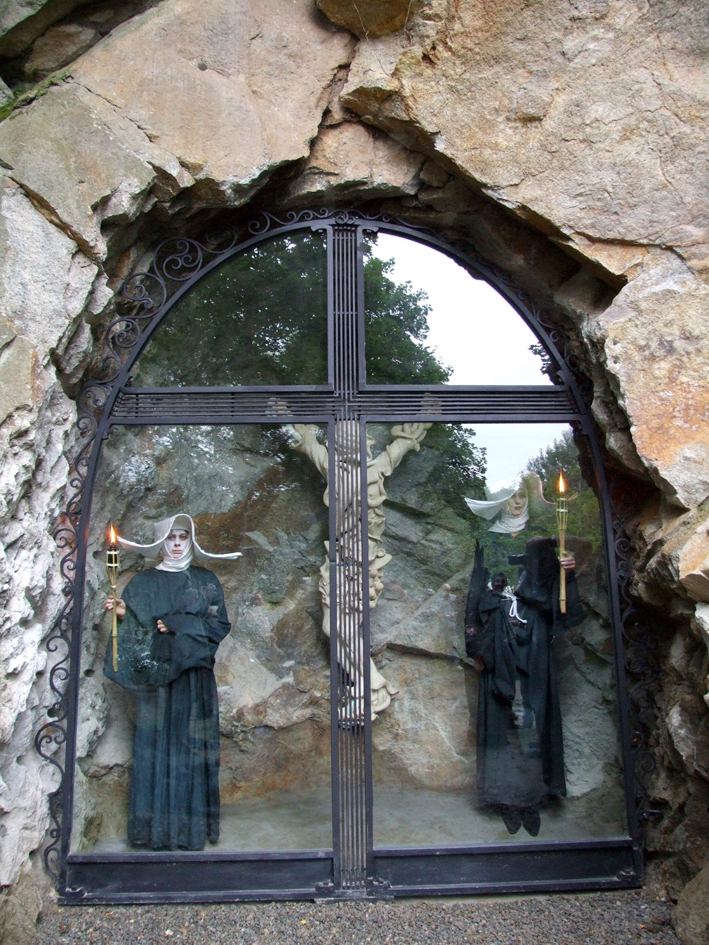
1978, Délivrance de la souffrance, céramique
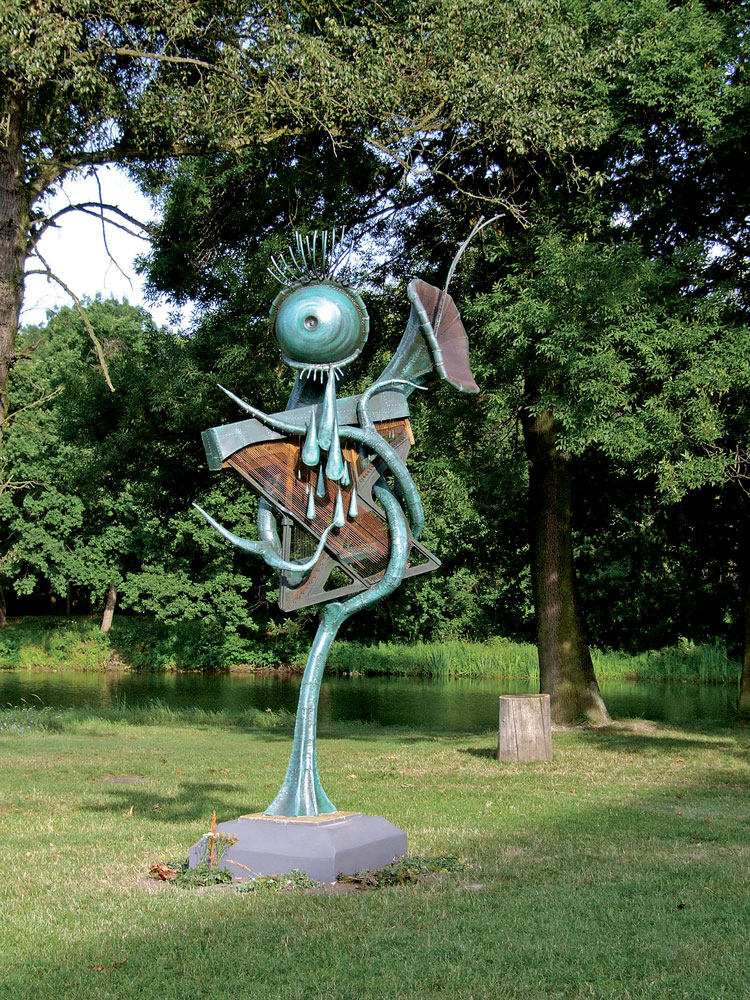
1992, L´Arbre de la harpe éolienne, métal, Château de Pohansko
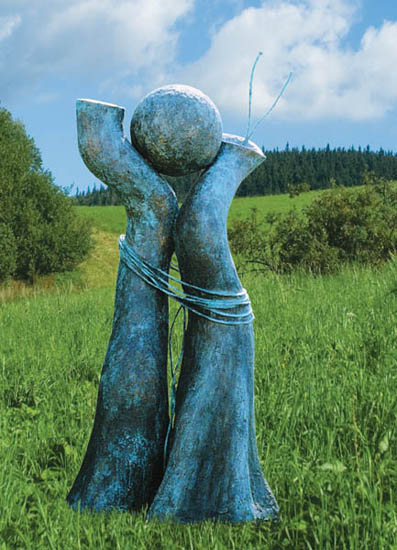
1994, Toucher de deux sexes, bronze
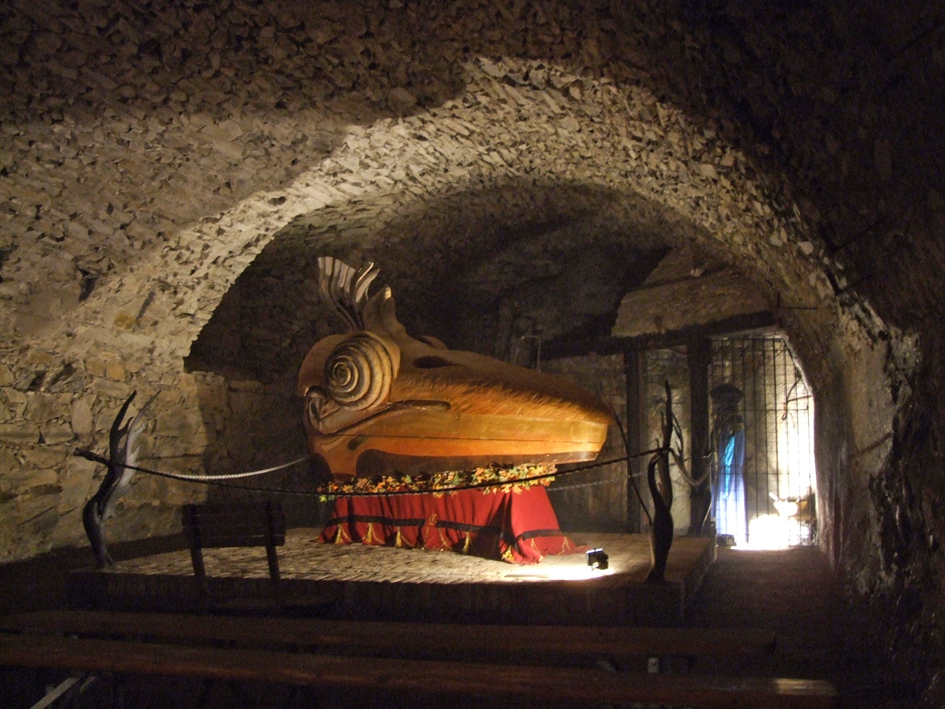
2006, La mission d’oiseaux, bois, Château de Hardegg
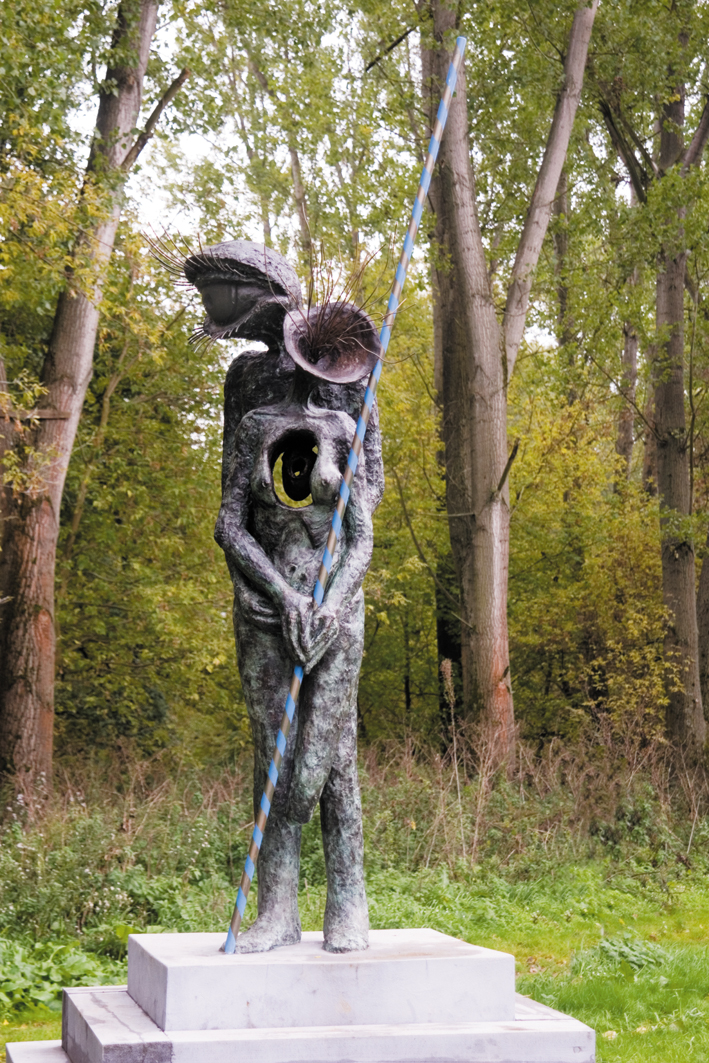
2006, Les Chercheurs, bronze, Sekule

### Assemblages
- 1969 : La Voletante[47]
- 1969 : La Porteuse[48]
- 1973 : La Fenêtre des péchés
- 1975-76 : Métastation des tons abandonnées, exposée dans la Salle Kristek, Château Ruegers, Riegersburg, Autriche[49]
- 1976 : Esthétique insonorisée de la luxueusité[50]
- 1983 : Le Barbelé du Christ, Cantabrie, Espagne[51]
- 1986 : Cheval de mer, Rome, Italie[52]
- 1986 : Gloria, naissance du Homo Divinensus – Intelektes[53]
- 1975-92 : Processus de pensée automatiques – Table, exposée au Château Lubo, Podhradí nad Dyjí, Tchéquie[54]
- 1992 : Portes, cette œuvre a été réalisée lors du happening Espace de l’âme (1992), Landsberg am Lech, Allemagne[55]
- 1994 : Sur la décharge des âges exposée dans la Salle Kristek, Château Ruegers, Riegersburg, Autriche[56]
- 1994 : La famille avec l’homme invisible[57]
- 1998 : Fréquences sensuelles, assemblage pour la mairie de Bursa, Turquie
- 2000 : Arachnologia Adé, l’hommage de Kristek à ses araignées adorées[58]
- 2001 : Conception par le temps[59]
- 2002 : Orgasmes de diverses démagogies[60]
- 2003 : Dans l’âge clone prématuré d’une planète[61]
- 2003 : Désert Madonna,[62]
- 2007 : Préludes de Franz Liszt[63]
- 2007-… : Requiem pour le téléphone portable, assemblage interactif[64]
- 2010 : La Dernière porte
- 2010 : EU 2010 - Les Tentatives persistantes du gobelin sanguinaire paraplégique[65]
- 2017 : Maison Kristek, assemblage monumental, Brno

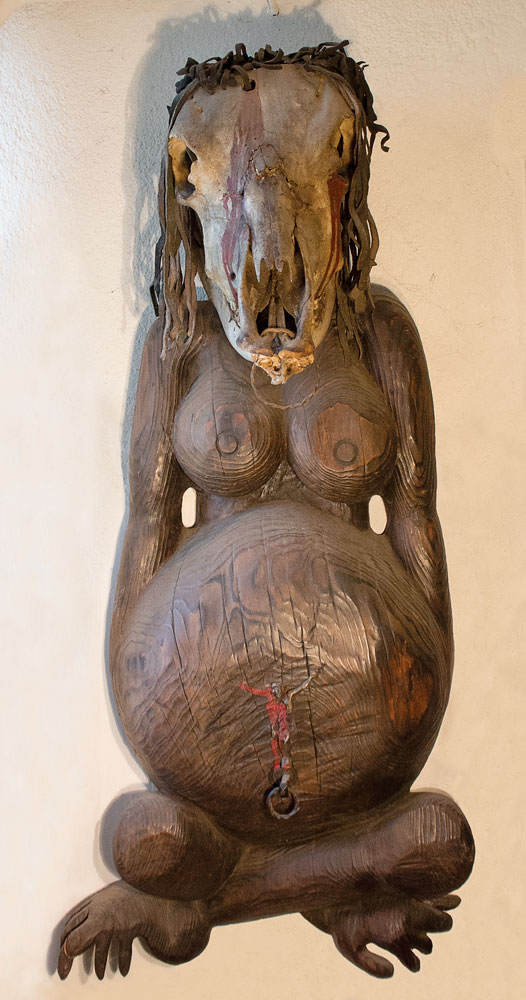
1969, La porteuse, assemblage, 130 x 60 cm
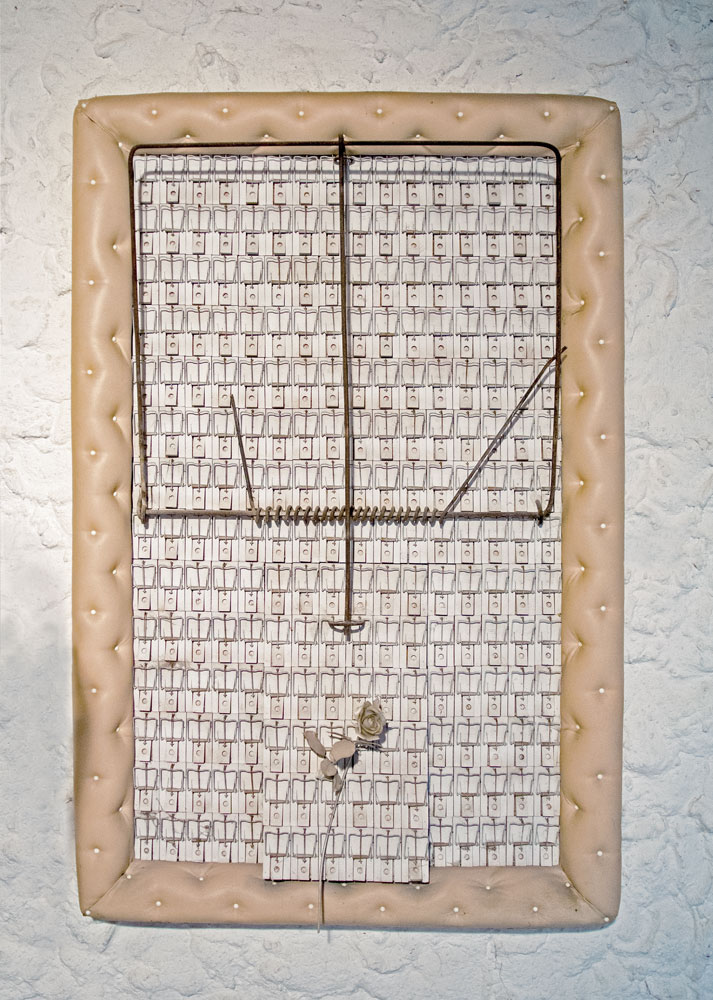
1976, Esthétique insonorisée de la luxueusité, assemblage, 152 x 101 cm
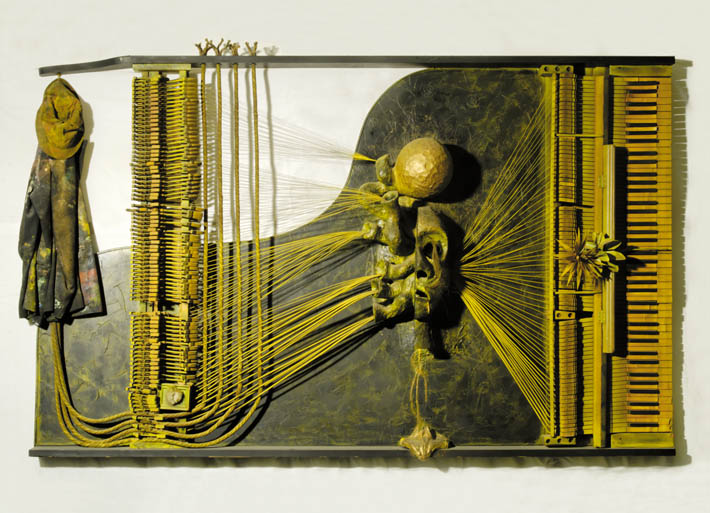
1975-76, Métastation des tons abandonnées, assemblage, 132 x 212 x 30 cm, la Salle Kristek, Château Ruegers, Riegersburg
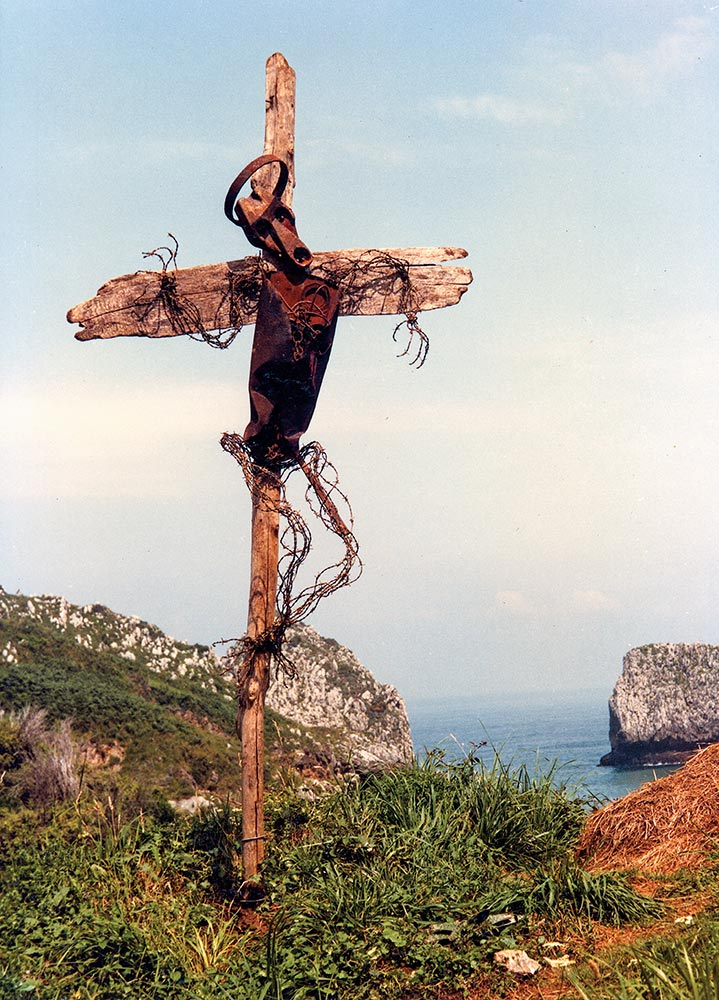
1983, Le barbelé du Christ, assemblage, hauteur : 250 cm, la côte cantabrique
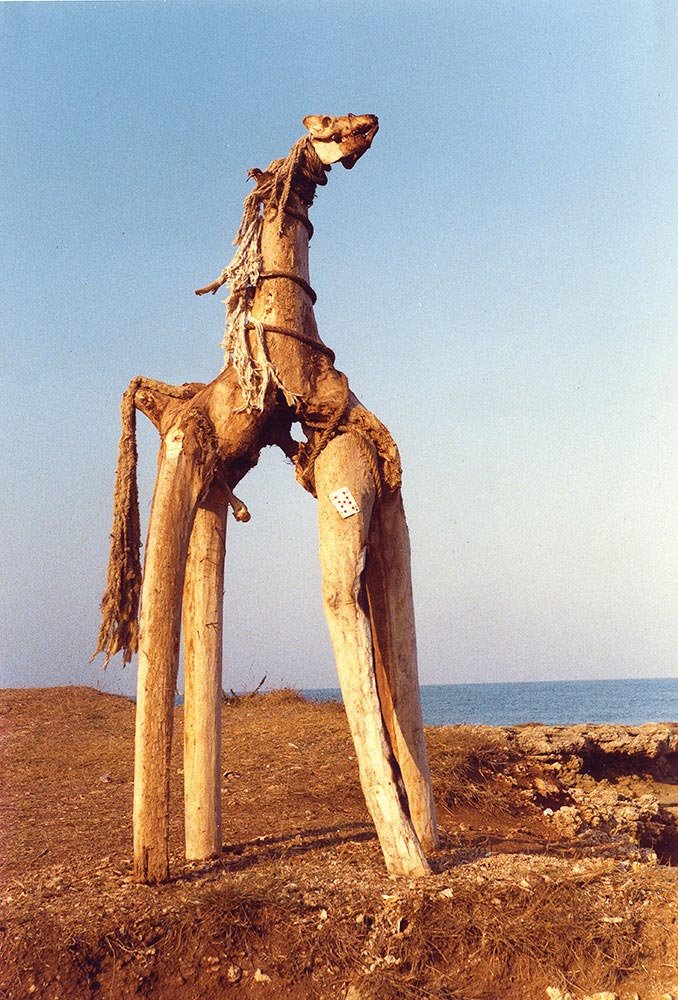
1986, Cheval de mer, assemblage, hauteur : 260 cm, la côte italienne
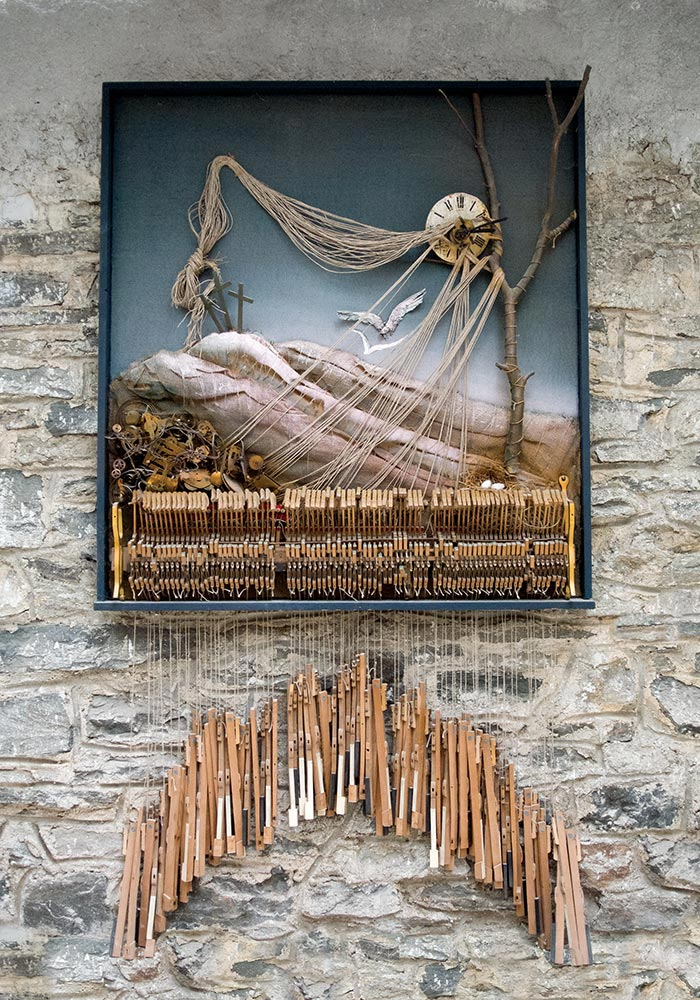
1994, Sur la décharge des âges, assemblage, 250 x 130 x 30 cm, la Salle Kristek, Château Ruegers, Riegersburg
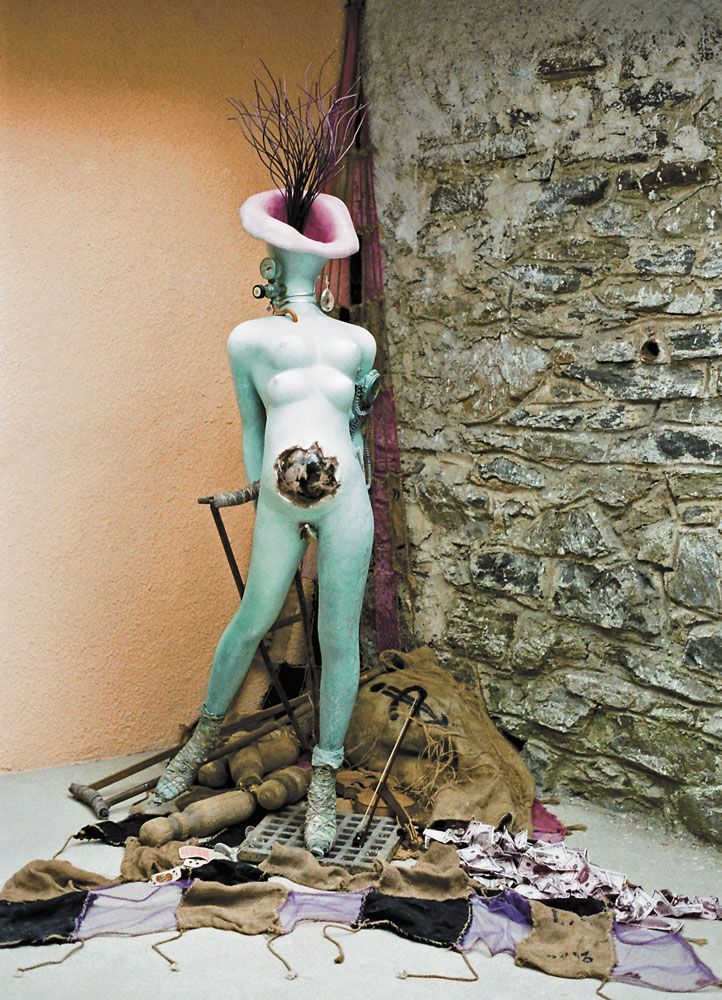
2003, Dans l’âge clone prématuré d’une planète, assemblage, 250 x 150 x 100 cm
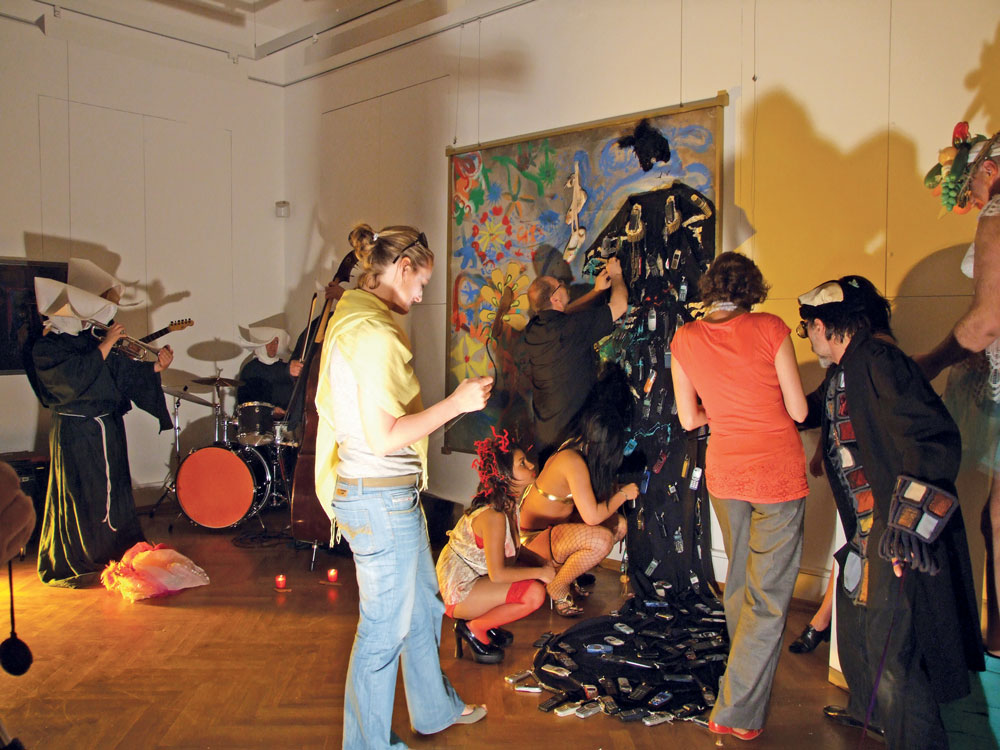
2007, Requiem pour le téléphone portable, assemblage interactif
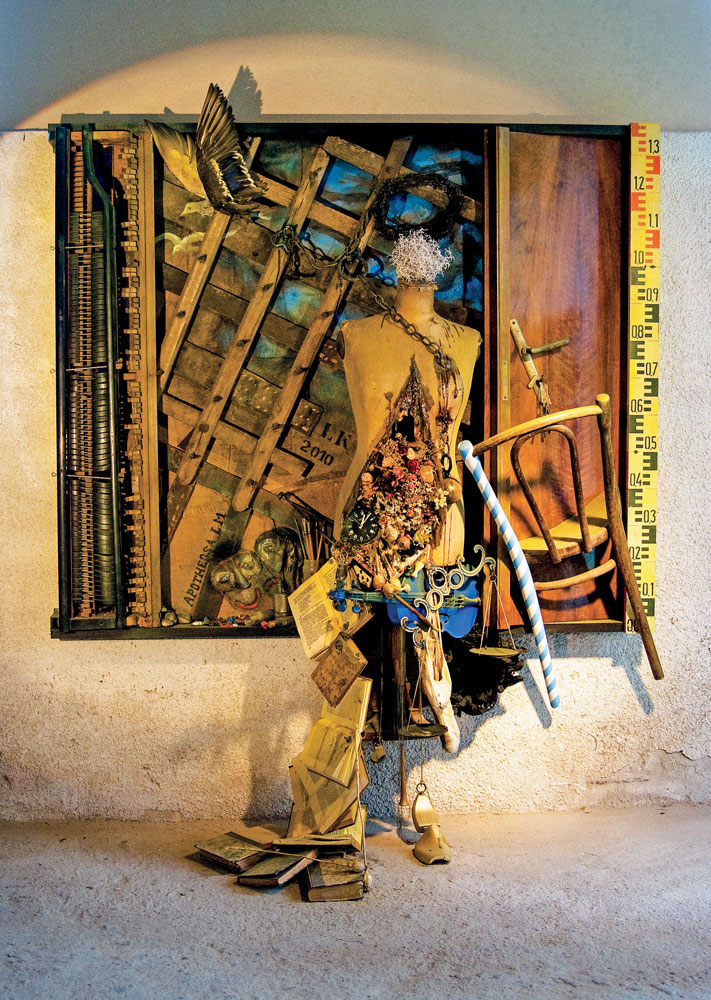
2010, Aapothéose de cerveau humain, assemblage, 152 x 101 cm
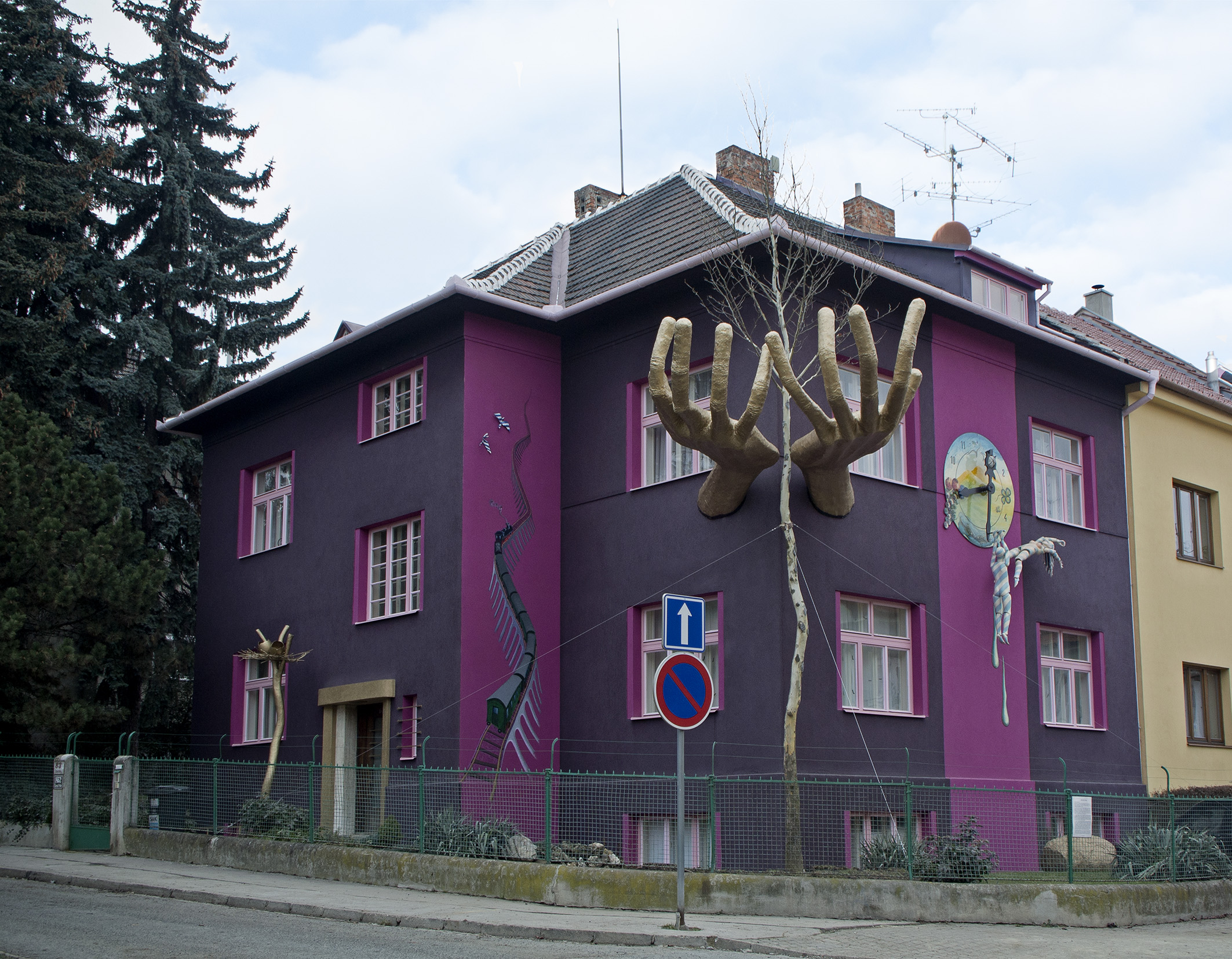
2017, Maison Kristek, assemblage monumental, Brno

### Peintures
- 1974 :  La Route céleste de la tante Fränzi, huile sur toile, Neues Stadtmuseum, Landsberg am Lech, Allemagne[66]
- 1974 : Observant la terre, peinture a secco sur la façade, Augsburg, Allemagne[40]
- 1975-76 : Haute tension tous azimuts, huile sur toile[67]
- 1976 : Défloration critique de l’esprit, huile sur toile[68]
- 1977 : Tension jointe avec un accent sur le trou noir, peinture murale, Los Angeles, États-Unis[69]
- 1977 : Chaleur – Vie – Eternité, peinture murale, San Francisco, États-Unis[70]
- 1977 : Composition transcendantale entre la souffrance et l’espoir, autel dans la chapelle de Penzing, Allemagne[40]
- 1978-82 : L’Appel téléphonique couvert de mousse, huile sur toile[71]
- 1995 : Suite pour piano biophilique attaqué par un tuba masochiste, huile sur toile[72]
- 1995 : L’Impression forestière, huile sur toile[73]
- 1976-2000 : Où seulement les oiseaux peuvent voler, huile sur toile[74]
- 1996 : Accord dans le paysage de Nadezda, huile sur toile[75]
- 2003 : Vol latent vers la septième dimension[76]
- 2009 : La Belle au bois dormant du cimetière, autoportrait[77]

### Happenings
- 26 juillet 1973 : Vernissage nocturne de Kristek, Landsberg am Lech, Allemagne
- 26 juillet 1975 : Vernissage nocturne de Kristek, Landsberg am Lech, Allemagne
- 31 juillet 1976 : Vernissage nocturne de Kristek, Landsberg am Lech, Allemagne
- 11 juin 1977 : Cycle américain 77, Los Angeles, Beyond Baroque Gallery, États-Unis
- 12 septembre 1977 : Cycle américain 77, Vancouver Multicultural Society, États-Unis
- août 1983 : Renacimientode la fantasie de Kristek, Kleinkitzighofen, Allemagne
- 24 février 1989 : Adé Dalí, Müssiggengelzunfthaus, Kempten, Allemagne (hommage à Salvador Dalí, avec qui Kristek était en contact essentiellement dans les années 1970)
- 12 décembre 1992 : Espace de l’âme, Neues Stadtmuseum, Landsberg am Lech, Allemagne
- 30 juillet 1994 : Charrette pleine de tons, ruine Freistein, Tchéquie
- 12 août 1995 : Paysage mythologique N° 95 en trois actes, rivière Thaya, Podhradí nad Dyjí, Tchéquie
- 27 juillet 1996 : L’Enterrement de l’héritage des sept péchés capitaux ou L’Endroit où Evrum est né, happening au cimetière, Podhradí nad Dyjí, Tchéquie
- 20 juin 1998 et 26 juin 1998 : El amor in circulo vitioso in finito secundi milenii,, double happening, Landsberg am Lech, Allemagne et Brno, Tchéquie
- 6 novembre 1998 : Fréquences sensuelles, zone piétonne devant la mairie, Bursa, Turquie
- 1er juillet 2000 : Ouverture du Parc de Kristek, Podhradí nad Dyjí, Tchéquie
- 28 mars 2001 : Arachnologia adé, Podhradí nad Dyjí, Tchéquie
- 4 août 2001 : Conception par le temps ou Sarcophage des rêves, Galerie de Kristek, Podhradí nad Dyjí, Tchéquie
- 10 novembre 2001 : Raum der Seele II, Théâtre municipal, Hasselt, Belgique
- 1er juin 2002 : Pyramidae Klipteon II, Château Lubo, Podhradí nad Dyjí, Tchéquie
- 4 juillet 2003 : Visio sequentes ou Concernant l’âge clone prématuré d’une planète, catacombes de Château de Znojmo, Tchéquie
- 20 mai - 22 juillet 2006 : Kristek’s Glyptothek im Thayatal, 10 Happenings
- 13 avril 2007 : Requiem pour le téléphone portable I, Journal Rovnost, Znojmo, Tchéquie
- 24 avril 2007 : Requiem pour le téléphone portable II, Wien, Mariahilfer Straße, Autriche
- 16 mai 2007 : Requiem pour le téléphone portable III, Château baroque de Riegersburg, Autriche
- 10 mai 2008 : Troisième œil de la communication à distance (Requiem pour le téléphone portable IV), Neues Stadtmuseum, Landsberg am Lech, Allemagne
- 16 août 2008 : Le Mariage phylogénétique trempé ou Comment le monde las des gens retourne dans les profondeurs, Château de Jan, Tchéquie
- 28 avril 2009 : Chute du rideau de fer, Château baroque de Riegersburg, Autriche
- 5 juin 2010 : Requiem für Mobiltelefone V, Théâtre municipal, Sucha Beskidzka, Pologne
- 1er novembre 2012 : Passerelle vers la nouvelle dimension, Château de Sychrov, Tchéquie
- 25 mai 2013 : Surreale Kakophonie, Château de Jan, Tchéquie
- 14 septembre 2013 : Zeugenschaft der Seele, Théâtre Horácké, Jihlava, Tchéquie
- 7 juin 2014 : Le Chemin de la croix, Château de Landstein, Tchéquie
- 28 avril 2015 : Dans la captivité du tango bleu, Château baroque de Riegersburg, Autriche
- 15 août 2015 : Die Suchenden – Organische Formen, confluence des rivières Thaya et Morava, Sekule, Slovaquie
- 30 septembre 2015 : La Chasse, Château de Křtiny, Tchéquie